# Schœnau
 Schœnau (en alsacià Scheenài) és un municipi francès, situat a la regió del Gran Est, al departament del Baix Rin. L'any 1999 tenia 473 habitants.
Forma part del cantó de Sélestat, del districte de Sélestat-Erstein i de la Comunitat de comunes del Ried de Marckolsheim.

## Demografia
| 1962 | 1968 | 1975 | 1982 | 1990 | 1999 |
| ---- | ---- | ---- | ---- | ---- | ---- |
| 406  | 416  | 389  | 448  | 420  | 473  |

## Administració
| Període | Identitat      | Partit |
| ------- | -------------- | ------ |
| 2001-   | Gérard Bernard |        |

## Agermanaments
- Lo Cos e Bigaròca